# Chapelle de Ruskeasanta
La chapelle de Ruskeasanta (en finnois : Ruskeasannan kappeli) est située dans le quartier Ruskeasanta de Vantaa en Finlande,,,,.

## Description
La chapelle de achevée et inaugurée en 1927, est située dans le cimetière de Ruskeasanta,,,.
Elle est basée sur les plans commandés à l'architecte Armas Lindgren, que le conseil de l'église a approuvés en mars 1926 comme base des travaux.
Cependant, la proposition a légèrement dévié pendant la phase de mise en œuvre, car la nef a été raccourcie de deux mètres et rétrécie d'un mètre. 
Le bois pour le bâtiment en rondins a été abattu en 1926 dans les forêts de Rekola sous la direction du forestier de la paroisse. 
Les rondins sculptés ont été transportés à Ruskeasanta au printemps 1926. 
Un appel d'offres a été organisé pour le contrat de construction, qui a été remporté par le maître d'œuvre E. Moberg. 
La chapelle en rondins, a été consacrée par le révérend du comté S. Wilh. Roos à l'épiphanie en 1927.
En 1964, l'intérieur de la chapelle est rénové selon les plans de l'architecte d'intérieur, l'artiste Antti Salmenlinna.
Antti Salmenlinna lui-même a peint le retable intitulé La Résurrection. 
Deux chandeliers de sol en cuivre, deux plafonniers, des chaises, deux petits chandeliers sur l'autel et des appliques murales ont été achetés pour la chapelle. 
La table d'autel est d'Ossian Nurmi et la nappe d'autel en lin blanc est fabriquée par des amis de l'artisanat finlandais.
À la fin des années 1980, il a été décidé d'agrandir la chapelle en agrandissant le bâtiment, car l'ancienne morgue de Ruskeasanta était devenue exiguë. 
Dans l'extension, l'aspect du bâtiment a peu changé. 
La morgue, achevée en 1989, a un espace pour 14 défunts.
Le revêtement en planches du mur extérieur du bâtiment est peint en rouge, mais les jambages des fenêtres et des portes, les planches d'angle et les avant-toits du bâtiment sont peints en blanc.

## Galerie

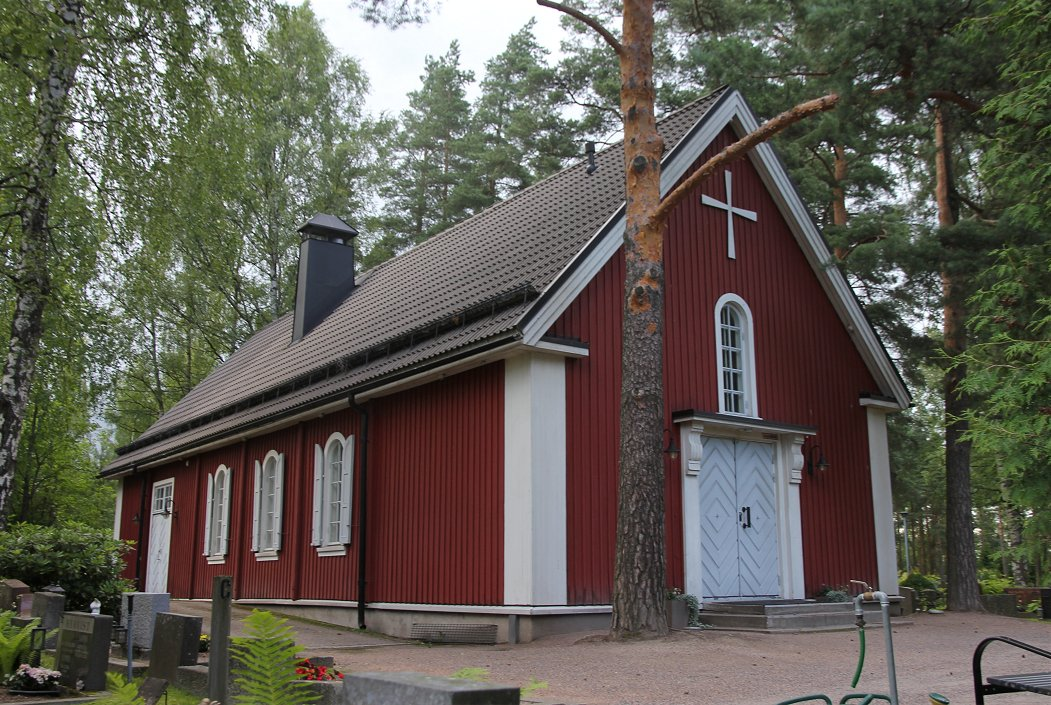
Chapelle de Ruskeasanta.